# Bătrâni
Bătrâni est une commune roumaine du județ de Prahova, dans la région historique de Valachie et dans la région de développement du Sud.

## Géographie
La commune de Bătrâni est située dans le nord-est du județ, dans les collines subcarpatiques de Buzău et les premières montagnes des Carpates courbes (point culminant, le Mont Zmeurăt : 1 100 m), à 25 km au nord-est de Vălenii de Munte et à 51 km de Ploiești, le chef-lieu du județ.
La municipalité est composée des deux villages suivants (population en 1992) :
- Bătrâni (2 095), siège de la municipalité ;
- Poiana Mare.

## Histoire
Bătrâni est devenue une commune autonome en 2003 après sa séparation d'avec la commune de Starchiojd.

## Politique
| Parti | Parti                                      | Sièges |
| ----- | ------------------------------------------ | ------ |
|       | Parti national libéral (PNL)               | 5      |
|       | Parti social-démocrate (PSD)               | 2      |
|       | Parti Mouvement populaire (PMP)            | 2      |
|       | Parti social roumain (PSRo)                | 1      |
|       | Alliance des libéraux et démocrates (ALDE) | 1      |

## Religions
Voir la commune de Starchiojd.

## Démographie
On comptait en 2002 873 ménages et 817 logements dans les deux villages de Bătrâni et Poiana Mare.
| 2007  |
| ----- |
| 2 154 |

## Économie
L'économie de la commune repose sur l'agriculture et l'élevage.

## Communications

### Routes
La route régionale DJ102L rejoint Starchiojd et le județ de Buzău à l'est et la ville de Vălenii de Munte au sud-ouest.

## Lieux et monuments
- Bătrâni, église orthodoxe St=Nicolas.